# U English

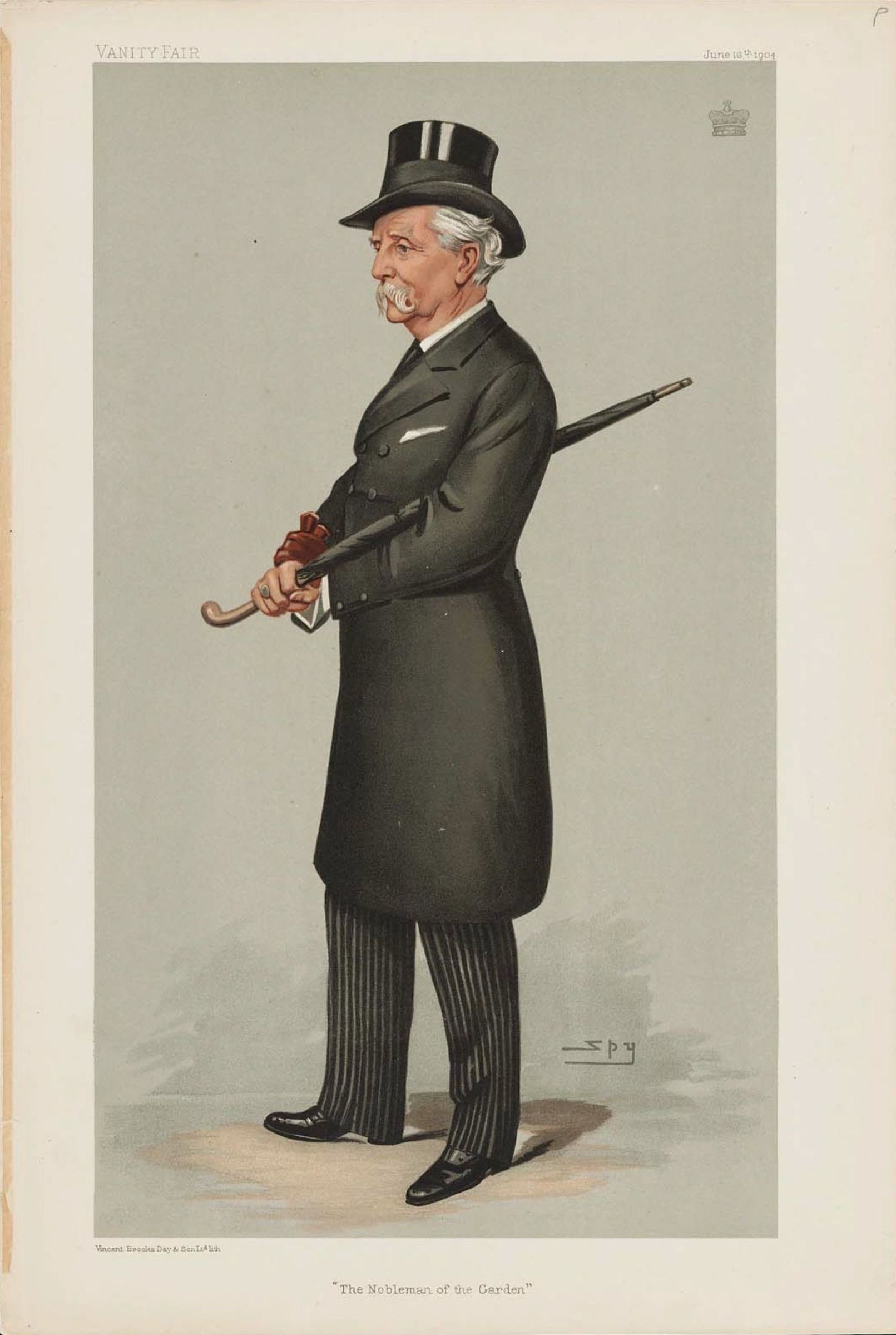

U English («ю інґлиш», від англ. upper class, «вищий клас, аристократія» + «англійська мова») — англійська мова вищих верств суспільства як індикатор соціального походження; U and non-U English usage — термін, що означає відмінності в соціолектах аристократії і середнього класу Великої Британії в 1950-х роках.
Незважаючи на те, що говір робітничого класу часто був близький до того, як говорили вищі верстви суспільства, він при цьому не розглядався. Тобто утворилася парадоксальна ситуація: представники середнього класу надавали перевагу модним словам, евфемізмам, неологізмам, аби здаватися більш витонченими, а, з іншого боку, аристократам не було потрібно створювати таке враження, і вони вибирали прості традиційні слова. Подібна ситуація спостерігається в українській мові персонажів п'єси «За двома зайцями» Михайла Старицького.

## Історія
У 1954 році Алан Росс (1907—1980), професор лінгвістики в Бірмінгемському університеті, вперше використав терміни U English та non-U English на позначення мови британської аристократії та середнього класу, відповідно. Стаття лінгвіста про говори різних соціальних прошарків була присвячена також відмінностям у вимові й на письмі, але основна увага публіки була прикута саме лексиці, тема якої здобула широке обговорення.
Згодом, у тому ж році, в журналі «Encounter» з'явився есей «Англійська аристократія» письменниці Ненсі Мітфорд (1904—1973), яка навела список термінів, що використовуються вищими прошарками суспільства. Публікація викликала бурхливі суперечки про відсталість англійського суспільства і його снобізм.
1956 року есей Мітфорд був передрукований зі змінами: Івлін Во (1903—1966) та інші доповнили список словами й додали статтю Алана Росса «Noblesse Obligé: Розвідка визначальних характеристик англійської аристократії» і збірку віршів Джона Бетчемана (1906—1984) «Як увійти в суспільство».
Відтак питання «U та non-U» англійської мови з’являлося в багатьох сюжетах 1950—1960-х років, внаслідок чого ідея особливої «культурності» верхівки суспільства, природна для довоєнного суспільства, була сприйнята з обуренням.
До кінця XX століття деякі ідеї дискусії застаріли, в тому числі внаслідок моди молодих аристократів, інтелігенції та представників нового середнього класу на запозичення елементів мови робітничого класу, але більшість відмінностей говорів донині залишається індикатором соціального походження. У сучасній культурі це, зокрема, використовувалося авторами телесеріалу «Гра престолів» для виокремлення мови аристократів вигаданих Семи королівств.

### Таблиця. Приклади U та non-U термінів зі списку Ненсі Мітфорд
| U                          | non-U                          | Переклад                       |
| -------------------------- | ------------------------------ | ------------------------------ |
| bike (bicycle)             | cycle                          | велосипед                      |
| dinner jacket              | dress suit                     | смокінг                        |
| knave                      | jack                           | (гральний) валет               |
| vegetables                 | greens                         | городина                       |
| ice                        | ice cream                      | морозиво                       |
| scent                      | perfume                        | парфуми                        |
| They’ve a very nice house. | They have (got) a lovely home. | У них дуже милий будинок.      |
| ill                        | sick                           | хворий                         |
| I was sick on the boat.    | I was ill on the boat.         | Мене нудить як від хитавиці.   |
| looking-glass              | mirror                         | дзеркало                       |
| chimneypiece               | mantelpiece                    | камін                          |
| graveyard                  | cemetery                       | кладовище                      |
| spectacles                 | glasses                        | окуляри                        |
| false teeth                | dentures                       | зубні протези                  |
| die                        | pass on                        | помирати                       |
| mad                        | mental                         | божевільний                    |
| jam                        | preserve                       | варення, консервовані продукти |
| napkin                     | serviette                      | серветка                       |
| sofa                       | settee (couch)                 | софа, канапа                   |
| lavatory (loo)             | toilet                         | туалет, убиральня              |
| rich                       | wealthy                        | заможний                       |
| What?                      | Pardon?                        | Прошу? Що?                     |
| good health                | cheers                         | здоровий                       |
| lunch                      | dinner                         | обід                           |
| pudding                    | sweet                          | десерт                         |
| drawing-room               | lounge                         | вітальня                       |
| writing-paper              | note-paper                     | письмовий папір                |
| How d’you do?              | Pleased to meet you            | Слава Ісу!                     |
| master, mistress           | teacher                        | учитель, учителька             |

## Американська англійська
Американська розвідка 1940 р. щодо розмовних відмінностей між вищими та середніми класами виявило сильну схожість із результатами досліджень Алана Росса. Наприклад, представники вищого класу використовували слово curtains («штори»), американський середній клас казав drapes, на відміну від «аристократичного» toilet (туалет) — lavatory тощо.

### Таблиця. Приклади «класової мови», що використовувалася в США 1940 року
| Вищий клас                 | Середній клас                         | Переклад                                   |
| -------------------------- | ------------------------------------- | ------------------------------------------ |
| Помешкання                 |                                       |                                            |
| to live in a house         | to reside in a home                   | мешкати в будинку                          |
| to employ servants         | to hire help (domestics)              | наймати прислугу                           |
| to wash the curtains       | to launder the drapes                 | прати штори                                |
| to clean the furniture     | to clean the house furnishings        | чистити меблі                              |
| sofa                       | davenport                             | софа, канапка                              |
| to use the toilet          | to use the levatory                   | користуватися туалетом                     |
| porch                      | veranda                               | ґанок, веранда                             |
| library                    | den                                   | кабінет, бібліотека                        |
| play room                  | rumpus room                           | ігрова кімната                             |
| Їжа                        |                                       |                                            |
| delicious vegetables       | delectable greens                     | смачна городина                            |
| jam tomato                 | preserves tomato                      | консервовані помідори                      |
| Школа                      |                                       |                                            |
| private (boarding) school  | prep school                           | приватна школа                             |
| headmaster, rector, head   | principal                             | директор школи                             |
| masters                    | teachers                              | учителі                                    |
| grades (1-6), forms (1-6)  | grades (1-12)                         | класи (з 1-го по 12-й)                     |
| good marks                 | good grades                           | хороші оцінки                              |
| Церква                     |                                       |                                            |
| rector                     | pastor                                | пастор                                     |
| Одяг                       |                                       |                                            |
| long dress, evening dress  | formal, formal gown                   | офіційне плаття                            |
| widerwear                  | lingerie                              | білизна                                    |
| dress, dress shop          | gown, gown shop                       | крамниця одягу                             |
| dinner jacket, black tie   | tuxedo, formal                        | смокінг, офіційний костюм                  |
| white tie                  | tails, tailcoat                       | домашній, неофіційний одяг                 |
| Гроші                      |                                       |                                            |
| rich                       | wealthy                               | заможний                                   |
| high                       | dear                                  | дорогий, висока ціна                       |
| cheap                      | inexpensive                           | недорогий, низька ціна                     |
| Загальні слова             |                                       |                                            |
| Hello (пауза)              | Hello! Pleased to meet you            | Слава Ісу! Радий вас бачити!               |
| What?                      | Pardon?                               | Що? (Прошу?)                               |
| Enough, thank you.         | Sufficient, thank you.                | Дякую, досить.                             |
| my wife                    | the wife, the Mrs                     | моя дружина                                |
| courting                   | dating, keeping company, going steady | знайомство, побачення                      |
| guests, friends for dinner | company for dinner                    | гості, компанія за столом                  |
| girl, boy, friend          | girl-friend, boy-friend               | дівчина, хлопець (про романтичні стосунки) |
| beaux                      | steady date, date, steady             | кавалер                                    |
| RSVP                       | the favor of a reply is requested     | «Чекаю на вашу відповідь»                  |
| a dance                    | a formal                              | урочистий захід із танцями                 |
| a party                    | an affair                             | подія                                      |
| I feel sick.               | I feel ill.                           | Мені погано.                               |